# Bijeg u pobjedu
Bijeg u pobjedu (eng. Escape to Victory) film je Johna Hustona iz 1981. o nogometnoj utakmici između Saveznika - ratnih zarobljenika i Njemačke. U glavnim su ulogama Michael Caine, Sylvester Stallone i Max Von Sydow, a osim njih glume i velike nogometne zvijezde Pelé, Osvaldo Ardiles, Bobby Moore i drugi.

## Radnja
Engleski ratni zarobljenici, pod vodstvom Johna Colbyja (Michael Caine) pristanu na utakmicu protiv ekipe Njemačke, koja želi događaj upotrijebiti u propagandne svrhe. Njemački bojnik Karl von Steiner (Max Von Sydow), veliki nogometni zaljubljenik, dogovara s Colbyjem detalje oko utakmice i omogućava ekipi bolje uvjete života i treninga u zarobljeničkom logoru. Iako se engleski časnici protive utakmici, smatrajući da time sudjeluju u nacističkoj propagandi, Colby i ekipa ipak žele igrati. Zarobljenici mogu napustiti logor samo da bi odigrali utakmicu u Parizu, nakon čega se trebaju vratiti. Američki satnik Robert Hatch (Sylvester Stallone) pobjegne iz logora kako bi s francuskim Pokretom otpora dogovorio bijeg ekipe na poluvremenu utakmice. Hatch, koji je i vratar ekipe, dozvoli da ga Nijemci uhvate, kako bi zarobljenicima prenio poruku Francuza. S Hatchom u ekipi, Saveznike u strogoj pratnji Wehrmachta dovezu u Pariz na stadion Colombes. Nijemci povedu s 4:0 i ozljede najboljeg savezničkog igrača, Luisa Fernandeza (Pelé), no gol prije poluvremena uvjeri ekipu da se mogu ravnopravno nositi. Odustavši od bijega kroz pod svlačionice, koji im je pripremio Pokret otpora, Saveznici sjajnom igrom izjednače rezultat na 4:4. Četvrti gol je, iako ozlijeđen, postigao Fernandez, što je navelo i bojnika von Steinera da ustane i zaplješće nogometnom majstorstvu. U posljednjoj minuti sudac utakmice, koji je i do tada pomagao Nijemcima, dosudi za njih jedanaesterac, no Hatch obrani udarac njemačkog kapetana, što je bio znak publici da provali na teren i izvede igrače van stadiona, skandirajući "Victoire" (pobjeda).

## Pozadina priče
Radnja je zasnovana na mađarskom filmu iz 1961. "Két félidő a pokolban" (Dva poluvremena u paklu).  Arhivirana inačica izvorne stranice od 14. listopada 2007. (Wayback Machine)
Mađarski film je bio inspiriran istinitom pričom o igračima kijevskog Dinama, koji su stalno pobjeđivali ekipe Wehrmachta za vrijeme njemačke okupacije Ukrajine. Većina ekipe je skončala život u nacističkom logoru, a samo ih je nekoliko preživjelo.

## Glumci i nogometaši
Bijeg u pobjedu je poseban po tome što je bio jedan od posljednjih filmova redateljske legende Johna Hustona i što su se u filmu pojavili brojni nogometaši New York Cosmosa, Ipswich Towna i drugih ekipa:
| Glumci             |                         |
| Michael Caine      | satnik John Colby       |
| Sylvester Stallone | satnik Robert Hatch     |
| Max von Sydow      | bojnik Karl von Steiner |
| Anton Diffring     | Radijski komentator     |
| Carole Laure       | Renee                   |

| Nogometaši        |                                  |                   |
| Pelé              | vodnik Luis Fernandez            | Santos FC         |
| Bobby Moore       | Terry Brady                      | West Ham United   |
| John Wark         | Arthur Hayes                     | Ipswich Town      |
| Osvaldo Ardiles   | Carlos Rey                       | Tottenham Hotspur |
| Kazimierz Deyna   | Paul Wolchek                     | Manchester City   |
| Søren Lindsted    | Erik Ball                        | Holbæk B&I        |
| Paul Van Himst    | Michel Fileu                     | Anderlecht        |
| Werner Roth       | Baumann (kapetan njemačke ekipe) | New York Cosmos   |
| Mike Summerbee    | Sid Harmor                       | Manchester City   |
| Hallvar Thoresen  | Gunnar Hilsson                   | PSV Eindhoven     |
| Russell Osman     | Doug Clure                       | Ipswich Town      |
| Kevin O'Callaghan | Tony Lewis                       | Ipswich Town      |
| Co Prins          | Pieter Van Beck                  | Ajax Amsterdam    |
| Laurie Sivell     | Schmidt (njemački vratar)        | Ipswich Town      |
| Robin Turner      | njemački igrač                   | Ipswich Town      |
| Kevin Beattie     | Stand-in za Michaela Cainea      | Ipswich Town      |
| Paul Cooper       | Stand-in za Sylvestera Stallonea | Ipswich Town      |

Stadion MTK u Budimpešti je u filmu predstavljao Stade Colombe.

## Vanjske poveznice
- Bijeg u pobjedu u internetskoj bazi filmova IMDb-a
- Bijeg u pobjedu - stranica (engl.)